# Madsaholmen
Madsaholmen est une île dans le landskap Sunnhordland du comté de Vestland. Elle appartient administrativement à Fitjar.

## Géographie
Rocheuse et couverte d'arbres, à fleur d'eau, elle s'étend sur environ 70 m de longueur pour une largeur approximative de 44 m. 